# جوش فيلدز (لاعب كرة قاعدة)
جوش فيلدز (بالإنجليزية: Josh Fields)‏ هو لاعب كرة قاعدة أمريكي، ولد في 19 أغسطس 1985 في أثينا في الولايات المتحدة.

## وصلات خارجية
- جوش فيلدز على موقع دوري كرة القاعدة الرئيسي (الإنجليزية)
- جوش فيلدز على موقعبيزبول رفرنس.كوم (الدوري الرئيسي) (الإنجليزية)
- جوش فيلدز على موقعبيزبول رفرنس.كوم (الدوري الثانوي) (الإنجليزية)
- جوش فيلدز على موقع إي إس بي إن.كوم (أم.أل.بي) (الإنجليزية)
- جوش فيلدز على موقع مشجعي الرسوم البيانية (الإنجليزية)